# Barbatuques
Barbatuques é um grupo brasileiro de percussão corporal.
Criado em 1995 pelo músico paulistano Fernando Barba, o grupo Barbatuques é formado por 12 integrantes (André Hosoi, Marcelo Pretto, André Venegas, Giba Alves, João Simão, Lu Horta, Heloiza Ribeiro, Mairah Rocha, Maurício Maas, Renato Epstein, Charles Raszl, Lu Cestari) que propõem, sobretudo, fazer música a partir do batuque com o próprio corpo, como palmas, batidas no peito, estalos com os dedos e a boca, assobios e sapateados, resultando ritmos do samba ao rap. Além disso, mostra o resultado da coletividade e da brasilidade como tema.
As expressões orgânica e corporal mostram o desenvolvimento de linguagens cênicas e visuais com projeções de imagens e coreografias.

## Prêmios e indicações
Receberam muitos prêmios por diversos países.

## Lançamentos e Participações
- Em 2002, lançou o CD O Corpo do Som, seu primeiro álbum.[5]
- Em 2005, foi a vez do CD O Seguinte é esse.[5]
- Em 2008, participou do International Body Music Festival, organizado por Keith Terry, pioneiro da percussão corporal.[6]
- Em 2010, o grupo lançou Corpo do Som ao Vivo, seu primeiro DVD.[5]
- Em 2010, durante a Copa do Mundo de 2010, fez a apresentação musical do lançamento do emblema da Copa do Mundo de 2014.[7]
- Em 2012, lançaram o CD Tum pá, dedicado ao público infantil[8]. Em 2013 participam da trilha sonora do filme O Menino e o mundo, dirigido por Alê Abreu que concorreu ao Oscar em 2016.

- Em 2014, participaram do filme Rio 2 onde cantaram a musica "Você Chegou".
- Em 2015, lançaram o CD Ayú, com participações de Hermeto Pascoal e Naná Vasconcelos Em 2016, participaram do encerramento dos Jogos Olímpicos do Rio, no Estádio do Maracanã.[9]
- Em 2018, lançaram o CD Só Mais um Pouquinho, segundo CD infantil do grupo.
- Em 2020, participou da trilha sonora do jogo Sackboy: A Big Adventure, com a música Baianá. A trilha foi indicada ao BAFTA Game Awards na categoria Música. [10]
- Em 2021, promove o 1º Festival de Música Corporal (evento online)
- Em 2024, promove o 2º Festival de Música Corporal